# Laura Palacio
Pour les articles homonymes, voir Palacio.
Laura Palacio Gonzalez, née le 21 novembre 1986 est une karatéka espagnole. 

## Carrière
Elle a remporté une médaille de bronze en kumite plus de 68 kg aux championnats d'Europe de karaté 2014 à Tampere puis aux championnats du monde de karaté 2014 à Brême.
Elle remporte la médaille de bronze en plus de 68 kg aux Jeux méditerranéens de 2018. Elle est médaillée de bronze en kumite par équipes aux Championnats du monde de karaté 2018 à Madrid.
Elle est médaillée de bronze des plus de 68 kg aux Championnats d'Europe de karaté 2018 à Novi Sad et médaillée d'or de la même catégorie aux Championnats d'Europe de karaté 2019 à Guadalajara.